# مامورو ساساکی
مامورو ساساکی (ژاپنی: Mamoru Sasaki؛ ‏ ۱۳ سپتامبر ۱۹۳۶ – ۲۴ فوریهٔ ۲۰۰۶) یک فیلم‌نامه‌نویس اهل ژاپن بود.
وی دانش‌آموخته دانشگاه میجی بود. از فیلم‌ها یا مجموعه‌های تلویزیونی که وی در آن‌ها نقش داشته‌است می‌توان به ماجراهای هاکلبری فین اشاره نمود.